# Europese kampioenschappen kunstschaatsen 2000
De Europese Kampioenschappen kunstschaatsen zijn wedstrijden die samen een jaarlijks terugkerend evenement vormen, georganiseerd door de Internationale Schaatsunie (ISU).
De kampioenschappen van 2000 vonden plaats van 6 tot en met 13 februari in Wenen. Het was de tiende keer dat hier een EK plaatsvond. Eerder werden de EK’s van 1892, 1894, 1901, 1914, 1927, 1931 voor de mannen, 1930 voor de vrouwen en paren, en 1952, 1957 er gehouden. Het was de twaalfde keer dat ze in Oostenrijk plaatsvonden, in 1934 (voor de mannen) was Seefeld (Tirol) en in 1981 was Innsbruck gaststad voor de kampioenschappen.
Voor de mannen was het de 92e editie, voor de vrouwen en paren was het de 64e editie en voor de ijsdansers de 47e editie.
| Programma | Programma          | Programma          | Programma           | Programma             | Programma           | Programma            | Programma          |
| --------- | ------------------ | ------------------ | ------------------- | --------------------- | ------------------- | -------------------- | ------------------ |
|           | maandag 7 februari | dinsdag 8 februari | woensdag 9 februari | donderdag 10 februari | vrijdag 11 februari | zaterdag 12 februari | zondag 13 februari |
| Paren     | korte kür          |                    | lange kür           |                       |                     |                      | Gala               |
| Mannen    | kwalificatie       | korte kür          |                     | lange kür             |                     |                      | Gala               |
| IJsdansen |                    | verplichte kür     |                     | originele kür         | lange kür           |                      | Gala               |
| Vrouwen   |                    |                    | kwalificatie        |                       | korte kür           | lange kür            | Gala               |

## Deelname
Alle Europese ISU-leden hadden het recht om één startplaats per discipline in te vullen. Extra startplaatsen (met en maximum van drie per discipline) zijn verdiend op basis van eindklasseringen op het EK van 1999
Vijfendertig landen schreven deelnemers in voor dit toernooi, zij zouden samen 115 startplaatsen invullen. Rusland nam met het maximale aantal van twaalf startplaatsen deel aan dit toernooi.
Voor België debuteerden Kevin Van der Perren in het mannentoernooi en Sara Falotico in het vrouwentoernooi. Voor Nederland debuteerden Maurice Lim in het mannentoernooi en Karen Venhuizen in het vrouwentoernooi.
(Tussen haakjes het totaal aantal startplaatsen over de vier disciplines.)
| Rusland (12) Frankrijk (8) Oekraïne (8) Duitsland (7) Polen (6) Hongarije (5) Estland (4) | Italië (4) Slowakije (4) Tsjechië (4) Verenigd Koninkrijk (4) Zwitserland (4) Armenië (3) Finland (3) | Israël (3) Litouwen (3) Azerbeidzjan (2) België (2) Bulgarije (2) Denemarken (2) Georgië (2) | Griekenland (2) Letland (2) Nederland (2) Oostenrijk (2) Roemenië (2) Slovenië (2) Spanje (2) | Wit-Rusland (2) Zweden (2) Bosnië en Herzegovina (1) Kroatië (1) Luxemburg (1) Joegoslavië (1) Noorwegen (1) |

## Medaille verdeling
Bij de mannen werd Jevgeni Ploesjenko de 41e Europees kampioen en de vierde kampioen uit Rusland na Ilia Kulik (1995), Alexei Urmanov (1997) en Aleksej Jagoedin (1998, 1999). Het was zijn derde medaille, in 1998 en 1999 werd hij tweede. Aleksej Jagoedin werd tweede, het was ook zijn derde medaille. Dmitri Dmitrenko uit Oekraïne op de derde plaats behaalde na zijn Europese titel in 1993 zijn tweede medaille.
Bij de vrouwen stonden voor het tweede opeenvolgende jaar drie medaillewinnaars uit Rusland op het erepodium, het was voor de vierde keer dat de drie medaillewinnaars uit één land afkomstig waren, in 1939 (Verenigd Koninkrijk) en 1957 (Oostenrijk) gebeurde dit eerder. Irina Sloetskaja veroverde haar derde Europese titel, in 1996 en 1997 werd ze ook kampioen. Het was haar vierde medaille, in 1998 werd ze tweede. Maria Butyrskaya op plaats twee veroverde ook haar vierde medaille, in 1996 werd ze derde en in 1998 en 1999 Europees kampioen. Viktoria Voltsjkova werd net als in 1999 derde, het was haar tweede medaille.
Bij de paren veroverde het Russische paar Yelena Berezhnaya / Anton Sikharulidze na 1998 hun tweede Europese titel, maar de titel werd hun ontnomen wegens dopinggebruik. Als gevolg hiervan schoven de paren die oorspronkelijk twee, drie en vier eindigden één plaatsje op en zodoende was het erepodium een kopie van het podium van 1999, dit was voor de vierde keer dat dit gebeurde, ook in 1939, 1964 en 1992 was het podium een kopie van het voorgaande jaar. Het paar Maria Petrova / Aleksej Tichonov prolongeerden de Europese titel, het was hun tweede medaille. Het Poolse paar Dorota Zagórska / Mariusz Siudek behaalden ook hun tweede medaille. Het Franse paar Sarah Abitbol / Stephane Bernadis behaalde hun vierde medaille, in 1996, 1998 werden ze ook derde.
Bij het ijsdansen werd het Franse paar Marina Anissina / Gwendal Peizerat het 20e paar die de Europese titel veroverden en het tweede paar uit Frankrijk na Christiane Guhel / Jean Paul Guhel die deze titel in 1962 behaalden. Het was hun derde medaille, in 1998 werden ze derde, in 1999 tweede. Het paar op plaats twee, Barbara Fusar-Poli / Maurizio Margaglio, behaalde hun eerste medaille op het EK kunstschaatsen en de eerste medaille voor Italië bij het ijsdansen. Ook het paar op plaats drie, Margarita Drobiazko / Povilas Vanagas, behaalde hun eerste medaille op het EK kunstschaatsen en de eerste medaille voor hun vaderland Litouwen bij het ijsdansen.
| Discipline | Goud                               | Zilver                                  | Brons                                 |
| ---------- | ---------------------------------- | --------------------------------------- | ------------------------------------- |
| Mannen     | Jevgeni Ploesjenko                 | Aleksej Jagoedin                        | Dmitri Dmitrenko                      |
| Vrouwen    | Irina Sloetskaja                   | Maria Boetyrskaja                       | Viktoria Voltsjkova                   |
| Paren      | Maria Petrova / Aleksej Tichonov   | Dorota Zagórska / Mariusz Siudek        | Sarah Abitbol / Stephane Bernadis     |
| IJsdansen  | Marina Anissina / Gwendal Peizerat | Barbara Fusar-Poli / Maurizio Margaglio | Margarita Drobiazko / Povilas Vanagas |

## Uitslagen
| #                      | naam (deelname)           | land                         | kwal. | korte kür | vrije kür | pc     |
| ---------------------- | ------------------------- | ---------------------------- | ----- | --------- | --------- | ------ |
| Goud                   | Jevgeni Ploesjenko (3)    | Vlag van Rusland             | 1B    | 2         | 1         | 2,6    |
| Zilver                 | Aleksej Jagoedin (5)      | Vlag van Rusland             | 1A    | 1         | 2         | 3,0    |
| Brons                  | Dmitri Dmitrenko (7)      | Vlag van Oekraïne            | 2B    | 3         | 3         | 5,6    |
| 4                      | Alexander Abt (2)         | Vlag van Rusland             | 2A    | 6         | 4         | 8,4    |
| 5                      | Ivan Dinev (9)            | Vlag van Bulgarije           | 3B    | 4         | 6         | 9,6    |
| 6                      | Vitaly Danilchenko (2)    | Vlag van Oekraïne            | 5B    | 5         | 7         | 12,0   |
| 7                      | Andrejs Vlascenko (6)     | Vlag van Duitsland           | 9A    | 9         | 5         | 14,0   |
| 8                      | Stefan Lindemann (2)      | Vlag van Duitsland           | 6B    | 7         | 9         | 15,6   |
| 9                      | Stanick Jeannette         | Vlag van Frankrijk           | 4B    | 12        | 8         | 16,8   |
| 10                     | Vincent Restencourt (2)   | Vlag van Frankrijk           | 3A    | 8         | 11        | 17,0   |
| 11                     | Szabolcs Vidrai (7)       | Vlag van Hongarije           | 8B    | 11        | 10        | 19,8   |
| 12                     | Michael Tyllesen (8)      | Vlag van Denemarken          | 4A    | 10        | 13        | 20,6   |
| 13                     | Margus Hernits (4)        | Vlag van Estland             | 6A    | 14        | 12        | 22,8   |
| 14                     | Robert Grzegorczyk (6)    | Vlag van Polen               | 7B    | 13        | 14        | 24,6   |
| 15                     | Gabriel Monnier           | Vlag van Frankrijk           | 8A    | 15        | 15        | 27,2   |
| 16                     | Vachtang Moervanidze (5)  | Vlag van Georgië             | 5A    | 16        | 16        | 27,6   |
| 17                     | Sergei Rylov (2)          | Vlag van Azerbeidzjan        | 10A   | 18        | 18        | 32,8   |
| 18                     | Matthew Davies            | Vlag van Verenigd Koninkrijk | 9B    | 17        | 19        | 32,8   |
| 19                     | Michael Shmerkin (3)      | Vlag van Israël              | 11B   | 20        | 17        | 33,4   |
| 20                     | Angelo Dolfini (2)        | Vlag van Italië              | 12A   | 19        | 20        | 36,2   |
| 21                     | Kristoffer Berntsson      | Vlag van Zweden              | 14B   | 22        | 21        | 39,8   |
| 22                     | Patrick Schmit (7)        | Vlag van Luxemburg           | 13A   | 23        | 22        | 41,0   |
| 23                     | Hristo Turlakov (3)       | Vlag van Bulgarije           | 10B   | 25        | 23        | 42,0   |
| 24                     | Juraj Svjatko             | Vlag van Slowakije           | 15B   | 21        | 24        | 42,6   |
| 25                     | Christian Horvath *       | Vlag van Oostenrijk          | 16B   | 29        | 25        | 48,8   |
| Vrije kür niet bereikt |                           |                              |       |           |           |        |
| 26                     | Lukas Rakowski (2)        | Vlag van Tsjechië            | 15A   | 24        |           |        |
| 27                     | Jan Cejvan (6)            | Vlag van Slovenië            | 12B   | 25        |           |        |
| 28                     | Kevin Van der Perren      | Vlag van België              | 11A   | 27        |           |        |
| 29                     | Gheorghe Chiper (2)       | Vlag van Roemenië            | 13B   | 28        |           |        |
| 30                     | Oscar Peter               | Vlag van Zwitserland         | 14A   | 30        |           |        |
| Alleen kwalificatie    |                           |                              |       |           |           |        |
| -                      | Patrick Meier (8)         | Vlag van Zwitserland         | 7A    |           |           | t.z.t. |
| 32                     | Markus Leminen (7)        | Vlag van Finland             | 16A   |           |           |        |
| 33                     | Yon Garcia                | Vlag van Spanje              | 17A   |           |           |        |
| 33                     | Maurice Lim               | Vlag van Nederland           | 17B   |           |           |        |
| 35                     | Panagiotis Markouizos (2) | Vlag van Griekenland         | 18A   |           |           |        |
| 35                     | Aidas Reklys              | Vlag van Litouwen            | 18B   |           |           |        |

| #                      | naam (deelname)         | land                         | kwal. | korte kür | vrije kür | pc   |
| ---------------------- | ----------------------- | ---------------------------- | ----- | --------- | --------- | ---- |
| Goud                   | Irina Sloetskaja (5)    | Vlag van Rusland             | 1B    | 1         | 1         | 2,0  |
| Zilver                 | Maria Boetyrskaja (8)   | Vlag van Rusland             | 1A    | 4         | 2         | 4,8  |
| Brons                  | Viktoria Voltsjkova (2) | Vlag van Rusland             | 2B    | 2         | 4         | 6,0  |
| 4                      | Vanessa Gusmeroli (5)   | Vlag van Frankrijk           | 4B    | 3         | 3         | 6,4  |
| 5                      | Elena Liashenko (7)     | Vlag van Oekraïne            | 3B    | 6         | 6         | 10,8 |
| 6                      | Júlia Sebestyén (4)     | Vlag van Hongarije           | 2A    | 13        | 5         | 13,6 |
| 7                      | Mikkeline Kierkgaard    | Vlag van Denemarken          | 5A    | 9         | 8         | 15,4 |
| 8                      | Silvia Fontana (4)      | Vlag van Italië              | 6B    | 5         | 10        | 15,4 |
| 9                      | Tamara Dorofejev        | Vlag van Hongarije           | 9A    | 11        | 7         | 17,2 |
| 10                     | Alisa Drei (4)          | Vlag van Finland             | 3A    | 7         | 12        | 17,4 |
| 11                     | Diana Poth (4)          | Vlag van Hongarije           | 4A    | 16        | 9         | 20,2 |
| 12                     | Julia Lautowa (5)       | Vlag van Oostenrijk          | 6A    | 10        | 13        | 21,4 |
| 13                     | Anna Rechnio (6)        | Vlag van Polen               | 5B    | 17        | 11        | 23,2 |
| 14                     | Mojca Kopac (8)         | Vlag van Slovenië            | 9B    | 8         | 15        | 23,4 |
| 15                     | Galina Maniachenko      | Vlag van Oekraïne            | 7B    | 15        | 14        | 25,8 |
| 16                     | Sarah Meier             | Vlag van Zwitserland         | 7A    | 14        | 16        | 27,2 |
| 17                     | Sanna-Maija Wiksten (3) | Vlag van Finland             | 8A    | 12        | 18        | 28,4 |
| 18                     | Zoya Douchine           | Vlag van Duitsland           | 8B    | 20        | 19        | 34,2 |
| 19                     | Olga Vassiljeva (4)     | Vlag van Estland             | 14A   | 21        | 17        | 35,2 |
| 20                     | Anna Lundström          | Vlag van Zweden              | 10B   | 19        | 20        | 35,4 |
| 21                     | Karen Venhuizen         | Vlag van Nederland           | 10A   | 23        | 21        | 38,8 |
| 22                     | Yulia Lebedeva          | Vlag van Armenië             | 12B   | 18        | 24        | 39,6 |
| 23                     | Tamsin Sear             | Vlag van Verenigd Koninkrijk | 12A   | 22        | 23        | 41,0 |
| 24                     | Kaja Hanevold (6)       | Vlag van Noorwegen           | 13A   | 24        | 22        | 41,6 |
| Vrije kür niet bereikt |                         |                              |       |           |           |      |
| 25                     | Sara Falotico           | Vlag van België              | 11A   | 26        |           |      |
| 26                     | Sabina Wojtala (3)      | Vlag van Polen               | 14B   | 25        |           |      |
| 27                     | Idora Hegel (2)         | Vlag van Kroatië             | 11B   | 29        |           |      |
| 28                     | Valeria Trifancova (4)  | Vlag van Letland             | 13B   | 28        |           |      |
| 29                     | Eva Chuda               | Vlag van Tsjechië            | 15B   | 27        |           |      |
| 30                     | Roxana Luca (2)         | Vlag van Roemenië            | 15A   | 30        |           |      |
| Alleen kwalificatie    |                         |                              |       |           |           |      |
| 31                     | Dominyka Valiukeviciute | Vlag van Litouwen            | 16A   |           |           |      |
| 31                     | Silvia Koncokova        | Vlag van Slowakije           | 16B   |           |           |      |
| 33                     | Helena Pajovic (2)      | Vlag van Joegoslavië         | 17A   |           |           |      |
| 33                     | Melania Albea           | Vlag van Spanje              | 17B   |           |           |      |
| 35                     | Liza Menagia            | Vlag van Griekenland         | 18B   |           |           |      |

| #      | naam (deelname)                               | land                         | verpl. kür | vrije kür | pc   |
| ------ | --------------------------------------------- | ---------------------------- | ---------- | --------- | ---- |
| Goud   | Maria Petrova (4) Aleksej Tichonov (2)        | Vlag van Rusland             | 1          | 2         | 2,5  |
| Zilver | Dorota Zagórska (7) Mariusz Siudek (9)        | Vlag van Polen               | 3          | 3         | 4,5  |
| Brons  | Sarah Abitbol (8) Stephane Bernadis (8)       | Vlag van Frankrijk           | 5          | 4         | 6,5  |
| 4      | Peggy Schwarz (9) Mirko Müller (5)            | Vlag van Duitsland           | 4          | 5         | 7,0  |
| 5      | Tatjana Totmjanina (2) Maksim Marinin (2)     | Vlag van Rusland             | 6          | 6         | 9,0  |
| 6      | Joelija Obertas (3) Dmitri Palamartsjoek (3)  | Vlag van Oekraïne            | 7          | 7         | 10,5 |
| 7      | Aliona Savchenko (1) Stanislav Morozov (3)    | Vlag van Oekraïne            | 11         | 8         | 13,5 |
| 8      | Katerina Berankova (5) Otto Dlabola (5)       | Vlag van Tsjechië            | 10         | 9         | 14,0 |
| 9      | Mariana Kautz (2) Norman Jeschke (2)          | Vlag van Duitsland           | 12         | 10        | 16,0 |
| 10     | Viktoria Shklover Valids Mintals (4)          | Vlag van Estland             | 12         | 10        | 16,0 |
| 11     | Inga Rodionova (4) Andrei Krukov              | Vlag van Azerbeidzjan        | 9          | 12        | 19,5 |
| 12     | Olga Bestandigova (4) Jozef Bestandig (4)     | Vlag van Slowakije           | 13         | 13        | 19,5 |
| 13     | Ekaterina Danko (2) Gennady Emelianenko (2)   | Vlag van Wit-Rusland         | 14         | 15        | 22,0 |
| 14     | Catherine Huc Vivien Rolland                  | Vlag van Frankrijk           | 17         | 14        | 22,5 |
| 15     | Maria Krasiltseva (4) Artem Zhachkov (2)      | Vlag van Armenië             | 16         | 17        | 25,0 |
| 16     | Evgenia Filonenko (5) Alexander Chestnikh (3) | Vlag van Georgië             | 15         | 18        | 22,5 |
| 17     | Sarah Kemp Daniel Thomas                      | Vlag van Verenigd Koninkrijk | 20         | 16        | 26,0 |
| 18     | Line Haddad (3) Vitaly Lychenko               | Vlag van Israël              | 18         | 19        | 28,0 |
| 19     | Tatiana Zaharjeva Juri Salmanov               | Vlag van Letland             | 19         | 20        | 29,5 |
| diskw. | Yelena Berezhnaya (7) Anton Sikharulidze (6)  | Vlag van Rusland             | 2          | 1         | 2,0  |

| #      | naam (deelname)                               | land                           | verpl. kür 1 | verpl. kür 2 | orig. kür | vrije kür | pc   |
| ------ | --------------------------------------------- | ------------------------------ | ------------ | ------------ | --------- | --------- | ---- |
| Goud   | Marina Anissina (7) Gwendal Peizerat (8)      | Vlag van Frankrijk             | 1            | 1            | 1         | 1         | 2,0  |
| Zilver | Barbara Fusar-Poli (7) Maurizio Margaglio (6) | Vlag van Italië                | 2            | 2            | 2         | 2         | 4,0  |
| Brons  | Margarita Drobiazko (9) Povilas Vanagas (9)   | Vlag van Litouwen              | 4            | 3            | 4         | 3         | 6,8  |
| 4      | Irina Lobacheva (6) Ilia Averbukh (6)         | Vlag van Rusland               | 3            | 4            | 3         | 4         | 7,2  |
| 5      | Kati Winkler (6) Rene Lohse (6)               | Vlag van Duitsland             | 6            | 5            | 5         | 5         | 10,2 |
| 6      | Galit Chait (4) Sergei Sakhnovski (4)         | Vlag van Israël                | 5            | 6            | 6         | 6         | 11,8 |
| 7      | Sylwia Nowak (6) Sebastian Kolasiński (6)     | Vlag van Polen                 | 8            | 8            | 7         | 7         | 14,4 |
| 8      | Olena Hroesjyna (5) Roeslan Hontsjarov (5)    | Vlag van Oekraïne              | 7            | 6            | 8         | 8         | 15,4 |
| 9      | Isabelle Delobel (3) Olivier Schoenfelder (3) | Vlag van Frankrijk             | 9            | 9            | 10        | 9         | 18,6 |
| 10     | Anna Semenochich Roman Kostomarov (2)         | Vlag van Rusland               | 10           | 10           | 9         | 10        | 19,4 |
| 11     | Federica Faiella Luciano Milo                 | Vlag van Italië                | 13           | 13           | 12        | 11        | 23,4 |
| 12     | Oksana Potdykova Denis Petukhov               | Vlag van Rusland               | 12           | 11           | 11        | 13        | 24,2 |
| 13     | Eliane Hugentobler (3) Daniel Hugentobler (3) | Vlag van Zwitserland           | 11           | 12           | 13        | 12        | 24,4 |
| 14     | Agata Blazowska Marcin Kozubek                | Vlag van Polen                 | 14           | 14           | 14        | 14        | 28,0 |
| 15     | Stephanie Rauer (3) Thomas Rauer (3)          | Vlag van Duitsland             | 15           | 15           | 15        | 15        | 30,0 |
| 16     | Julie Keeble Lukasz Zalewski                  | Vlag van Verenigd Koninkrijk   | 16           | 16           | 16        | 16        | 32,0 |
| 17     | Katerina Kovalova David Szurman               | Vlag van Tsjechië              | 18           | 19           | 17        | 17        | 34,6 |
| 18     | Kristina Kobaladze (2) Oleg Voiko (2)         | Vlag van Oekraïne              | 17           | 17           | 18        | 18        | 35,6 |
| 19     | Zita Gebora Andras Visontai                   | Vlag van Hongarije             | 19           | 18           | 19        | 19        | 37,8 |
| 20     | Zuzana Durkovska Marian Mesaros (3)           | Vlag van Slowakije             | 20           | 20           | 20        | 20        | 40,0 |
| 21     | Anna Mosenkova (5) Sergei Sychov              | Vlag van Estland               | 22           | 21           | 21        | 21        | 42,2 |
| 22     | Alissa De Carbonnel Alexander Malkov          | Vlag van Wit-Rusland           | 23           | 22           | 22        | 22        | 44,2 |
| 23     | Tiffany Hyden Vazgen Azrojan                  | Vlag van Armenië               | 21           | 23           | 23        | 24        | 46,6 |
| 24     | Ana Galitch Andrei Griazev                    | Vlag van Bosnië en Herzegovina | 24           | 24           | 24        | 23        | 47,0 |

Medaillewinnaars

Mannen · 
Vrouwen ·
Paren · 
IJsdansen

Toernooi

1891 · 
1892 · 
1893 · 
1894 · 
1895 · 
1896-1897 · 
1898 · 
1899 · 
1900 · 
1901 · 
1902-1903 · 
1904 · 
1905 · 
1906 · 
1907 · 
1908 · 
1909 · 
1910 · 
1911 · 
1912 · 
1913 · 
1914 · 
1915-1921 · 
1922 · 
1923 · 
1924 · 
1925 · 
1926 · 
1927 · 
1928 · 
1929 · 
1930 · 
1931 · 
1932 · 
1933 · 
1934 · 
1935 · 
1936 · 
1937 · 
1938 · 
1939 ·
1940-1946 · 
1947 · 
1948 · 
1949 · 
1950 · 
1951 · 
1952 · 
1953 · 
1954 · 
1955 · 
1956 · 
1957 · 
1958 · 
1959 · 
1960 · 
1961 · 
1962 · 
1963 · 
1964 · 
1965 · 
1966 · 
1967 · 
1968 · 
1969 · 
1970 · 
1971 · 
1972 · 
1973 · 
1974 · 
1975 · 
1976 · 
1977 · 
1978 · 
1979 · 
1980 · 
1981 · 
1982 · 
1983 · 
1984 · 
1985 · 
1986 · 
1987 · 
1988 · 
1989 · 
1990 · 
1991 · 
1992 · 
1993 · 
1994 · 
1995 ·
1996 · 
1997 · 
1998 · 
1999 · 
2000 · 
2001 · 
2002 · 
2003 · 
2004 · 
2005 · 
2006 ·
2007 ·
2008 ·
2009 ·
2010 ·
2011 ·
2012 ·
2013 ·
2014 ·
2015 ·
2016 ·
2017 ·
2018 ·
2019 ·
2020 ·
2021 · 
2022 · 
2023 · 
2024 · 
2025

WK kunstschaatsen ·
WK kunstschaatsen junioren ·
Viercontinentenkampioenschap ·
Olympische Spelen